# Schlesinger Lajos
Schlesinger Lajos (Nagyszombat, 1864. november 1. – Giessen, 1933. december 16.) Lobacsevszkij-díjas magyar–német matematikus, egyetemi tanár, akadémikus.

## Életpályája
Zsidó származású családba született, apja Schlesinger Bernát kereskedő volt, anyja Oppenheim Regina. Az elemi iskolát szülővárosában kezdte, majd Pozsonyban járt középiskolába. Heidelbergben és Berlinben matematikát és fizikát tanult, majd 1887-ben Berlinben doktorált Lazarus Immanuel Fuchs és Leopold Kronecker irányításával. 1889-től Berlinben, majd 1897-ben Réthy Mór (1846–1925) ajánlására a kolozsvári egyetemre került, ahol 1911-ig oktatott. 1902-ben az MTA tagjai közé választotta. Az 1906–1907-es tanévben a Matematikai és Természettudományi Kar dékánja.
Geometriai tevékenységéért 1909-ben megkapta a nemzetközi Lobacsevszkij-díjat (a díjat tulajdonképpen később kapta, de 1909-es megjelöléssel). 1911-ben meghívták a pesti egyetemre rendes tanárnak. De Budapesten csak rövid ideig oktatott, mert meghívták a giesseni egyetemre. 1911-ben Németországba költözött, és a giesseni egyetemen tanított 1930-as nyugdíjazásáig. Ezalatt 24-en doktoráltak az irányításával.
1897-ben feleségül vette Lazarus Fuchs leányát, Clarát, három gyerekük született Kolozsváron.

## Munkássága
Schlesinger kutatásai főleg a függvényelmélet és a lineáris differenciálegyenletek témájába tartoznak. Egy speciális esetben megoldotta Hilbert 23. problémáját (Van-e lineáris differenciálegyenlet minden adott szingularitáshoz és monodrómiacsoporthoz?). Az általános esetről 1994-ben bebizonyították, hogy nem igaz.
Schlesinger nevéhez fűződik Bolyai János kolozsvári szülőházának felkutatása, több kiváló, a Bolyaiakat értékelő tudományos dolgozatnak a publikálása. A kolozsvári egyetemen előadást tartott a Bolyai-geometriáról.

## A kolozsvári egyetemen kiadott jegyzetei
Schlesinger kézzel írott, sokszorosított jegyzetei, amelyek ma is megtalálhatók a kolozsvári egyetem matematikai könyvtárában:
- Elliptikus függvények elmélete és alkalmazásai, Kalazantinum , 1898-99, 290 old.
- Égi testek mechanikája, Kalazantinum, 1898/9, II félév. 103 old. Fourier-féle sorok physikai alkalma¬zásokkal, 1899. 137 old. (egybekötve)
- A differentiál-számítás, Kolozsvár, Kalazantinum, 1900, 187 old.
- Riemann-féle felületek, Kolozsvár, 1900, 227 old. (A fedőlapon, helytelenül, Rimann van írva.)
- Elliptikus függvények, Kolozsvár, 1901, 203 old.
- Felsőbb geometria, Kalazantinum, 1901, 378 old.
- A tér absolute igaz tudománya, 1902, 256 old.
- Bevezetés a variatio számításba, 1902, 126. old.
- Az absolut sík eltolásaiból alkotott discontinuus csoportokról, Kolozsvár, 1906, I. félév, 237 old.
- Fuchs-féle függvények, Kolozsvár, 1906–07, II. félév, 128 old. (A4-es formátum)
- Görbe vonalak és felületek elmélete, Kolozsvár, 1907–08, I. félév, 204 old. Kiadja a "Tanárjelöltek segédegylete" (A4-es formátum)
- Válogatott fejezetek az infinitesimális geometriából, Kolozsvár, 1908. 170 old. (A4-es formátum) – 2 drb. van belőle
- Égitestek forgásáról, Kolozsvár, 1908–09. I. félév, 273 old. (A4-es formátum)
- Differenciál-egyenletek elmélete, Kolozsvár, 1909–10, I. félév, 223 old. (A4-es formátum)
- Bevezetés a Fuchs-féle függvények elméletébe, II. rész. Égitestek mechanikája, 107 old. é.n. (egybekötve)
- Differenciálszámítás, 218 old. é.n.

Ezen jegyzetek egy része megtalálható digitalizált formában az EMT honlapján.